# Cordura (estado mental)
Cordura se refiere a un estado mental cuando una persona es prudente y sensata, opuesta a la locura.

## Psiquiatría y psicología
Alfred Korzybski, en su obra Semántica general, propuso una teoría de la cordura. Creía que el estado mental mencionado estaba atado al ajuste estructural o a la falta de lo que realmente sucede en el mundo. Se impuso esta idea en una analogía: "Un mapa no es el territorio al cual representa, pero, si es correcto, tiene una 'estructura similar' al territorio, lo que explica su utilidad."
Teniendo en cuenta que la ciencia procura continuamente ajustar sus teorías estructurales para adaptarse a los hechos; es decir, se modifica para adaptarse a sus mapas territoriales, y por lo tanto avanza más rápidamente que cualquier otro campo, Korzybski creía que la clave para entender la cordura se encuentra en el estudio de los métodos de la ciencia (y el estudio de la estructura según lo revelado por la ciencia).
El procedimiento consistía en la adopción de una perspectiva científica y actitud de ajuste continuo del individuo con respecto a sus hipótesis. En otras palabras, afirmó que hay "factores de salud mental que se encuentran en los métodos físico-matemáticos de la ciencia".